# Liste der Monuments historiques in Loubens (Gironde)
Die Liste der Monuments historiques in Loubens (Gironde) führt die Monuments historiques in der französischen Gemeinde Loubens auf.

## Liste der Bauwerke
| Bezeichnung       | Beschreibung                             | Standort | Kennzeichnung | Schutzstatus | Datum | Bild           |
| ----------------- | ---------------------------------------- | -------- | ------------- | ------------ | ----- | -------------- |
| Schloss Lavison   | siehe auch Taubenturm Château de Lavison | (Lage)   | PA00083605    | Inscrit      | 1987  | weitere Bilder |
| Kirche St-Vincent | Erbaut im 12. Jahrhundert                | (Lage)   | PA00083606    | Inscrit      | 1987  | weitere Bilder |
| Mühle             | Erbaut im 14./15. Jahrhundert            | (Lage)   | PA00083898    | Classé       | 2000  | weitere Bilder |